# Armida (opera, Rossini)
Az Armida Gioachino Rossini háromfelvonásos operája. Szövegkönyvét Giovanni Schmidt írta Torquato Tasso Gerusaleme liberata című műve alapján. Ősbemutatójára 1817. november 11-én került sor a nápolyi San Carlo operaházban.

## Szereplők
| Szereplő                                 | Hangfekvés |
| ---------------------------------------- | ---------- |
| Armida, damaszkuszi hercegnő, boszorkány | szoprán    |
| Rinaldo, lovag                           | tenor      |
| Gernando, lovag                          | tenor      |
| Ubaldo, lovag                            | tenor      |
| Carlo, lovag                             | tenor      |
| Goffredo, a lovagok vezére               | tenor      |
| Eustazio, a testvére                     | tenor      |
| Idraote, Damaszkusz királya, Armida apja | basszus    |
| Astarotte, Armida szellemeinek vezére    | basszus    |
| Lovagok, szellemek, Damaszkus népe.      |            |

## Cselekmény

### Első felvonás
A keresztes lovagok Jeruzsálemet ostromolják. A frank csapatokat Goffredo vezeti. Megérkezik Armida, aki elmondja, hogy ő Damaszkusz törvényes uralkodója, de gonosz nagybátyja bitorolja trónját. Goffredo segítségét kéri. Ám mindez csak hazugság, hiszen a nő valójában a gonosz nagybácsi szövetségese és így próbálja meggyengíteni a keresztény sereget. Sikerül meggyőznie Goffredót. Az útrakelő frank katonák Rinaldót választják meg parancsnokuknak, ezzel kiváltva Gernando lovag nemtetszését. Rinaldo négyszemközt találkozik Armidával. A nő emlékezteti rá, hogyan mentette meg egyszer az életét, és a férfi végül bevallja, hogy szerelmes belé. Gernando szoknyavadásznak nevezi Rinaldót. A keletkező párbajban Rinaldo leszúrja Gernandót, ezért büntetése elől menekülnie kell.

### Második felvonás
Az erdőben Astarotte, az egyik pokolbeli herceg összehívta a démonokat, hogy segítsenek Armidának, de azok eltűnnek még mielőtt a nő megérkezne. A nő a sötét erdőt az örömök pompás palotájává változtatja, ahol nimfák szórakoztatják őket. Armida a szerelem hatalmáról énekel és elbűvöli Rinaldót.

### Harmadik felvonás
Rinaldo két lovagtársa - Ubaldo és Carlo - Armida elvarázsolt palotájába jön, hogy megmentse a férfit. Mágikus aranypácát használnak, hogy távol tartsák maguktól a nimfákat, akik megpróbálják elcsábítani őket. Elbújnak a kertben, amikor Armida és Rinaldo megjelenik. Rinaldót még mindig rabul ejti Armida. De amikor a nő elmegy, barátai szembekerülnek vele. Egy tükröt állítanak elé Rinaldo azonban nem ismer magára. Elönti a szégyen, és tudja, csatlakoznia kell társaihoz, viszont halálosan szerelmes Armidába ezért maradna. Végül mégis elmenekül. Armida követi, majd utoléri őket, mielőtt elhajóznának. Könyörög Rinalódnak, hogy ne hagyja el. Még azt is felajánlja, hogy vele megy, hogy szolgája legyen, vagy együtt harcoljanak. De barátai erőt adnak neki és elhurcolják a nőtől. Armida ingadozik bosszúvágya és Rinaldo iránti szerelme között. Végül a bosszút választja. Lerombolja maga mögött a palotát, és szélsebesen távozik egy sárkány hátán.

## Híres részletek
- Sventurata! Or che mi resta? - Armida kavatinája (első felvonás)
- Se pari agli accenti - Rinaldo és Gernando kettőse (első felvonás)
- Unitevi a gara - Rinaldo, Ubaldo és Carlo terzettje (harmadik felvonás)

## Diszkográfia
William Matteuzzi (Goffredo, Carlo), Chris Merritt (Rinaldo), Ferruccio Furlanetto (Idraote, Astarote), Cecilia Gasdia (Armida), Bruce Ford (Gernando, Ubaldo) stb.; Ambrosian Operakórus, Venetói Szólisták, vez.: Claudio Scimone (1991) Euromusica 2210-211